# Richard Vasmer

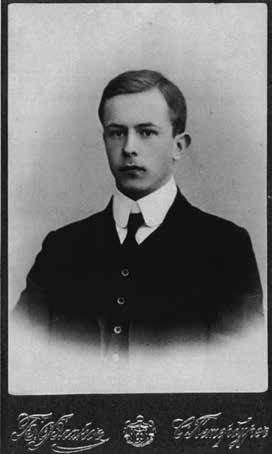
Richard Vasmer (Atelier Boris Jefremowitsch Flaks, 1912)

Richard Wilhelm Georg Richardowitsch Vasmer (russisch Рихард Вильгельм Георг Рихардович Фасмер; * 9. Oktoberjul. / 21. Oktober 1888greg. in St. Petersburg; † 22. Februar 1938 in Taschkent) war ein russischer Numismatiker, Orientalist und Arabist deutscher Herkunft.

## Leben
Vasmer entstammte einer vermögenden deutschen Familie. Seine Eltern waren Richard Julius Friedrich Vasmer und Amalia Maria Julia geborene Schaub. Er wurde evangelisch-lutherisch getauft, und seine Geschwister waren Max und Maria. 1898 trat Richard Vasmer in das St. Petersburger private Gymnasium Karl Johann Mays ein. Nikolai Vekšin war sein Klassenkamerad. 1906 verließ er das Gymnasium mit einer Silbermedaille.
1906 ging Vasmer nach Leipzig und studierte Türkisch, Persisch, Arabisch und arabische Literatur an der philosophischen Fakultät der Universität Leipzig. 1907 reichte er die Dokumente für das Studium an der Universität St. Petersburg ein. Er studierte dann bis 1910 in der Arabisch-Persisch-Türkisch-Tatarisch-Abteilung der Orientalistik-Fakultät der Universität St. Petersburg. Er hörte Vorlesungen von Pawel Kokowzow über semitische Epigraphik, Hebräisch und Syrisch und von Wassili Bartold über islamische Numismatik sowie Vorlesungen von Nikolai Mednikow, Walentin Schukowski, Alexander Schmidt und Alexander Samoilowitsch.
In der St. Petersburger Eremitage waren viele Exponate nicht katalogisiert, so dass 1908 ein Komitee zur Lösung des Problems gegründet wurde. An dem Problem arbeitete nur der Leiter der Numismatik-Abteilung Alexei Markow und Otto Retowski abgesehen von Hilfskräften. Vasmer wurde nach dem Studienabschluss 1910 in die Eremitage geholt, um die orientalischen Münzen zu inventarisieren. Mit der Einstellung erhielt er die russische Staatsbürgerschaft. Dazu wurden Wassili Alexejew und Nikolai Bauer eingestellt. 1911 wurde Vasmer zum Kollegiensekretär ernannt (10. Rangklasse). Im gleichen Jahr beantragte er die Zulassung zur freien Mitarbeit in der Hebräisch-Arabisch-Syrisch-Klasse der Orientalistik-Fakultät der Universität St. Petersburg. Er erstellte den achtbändigen Katalog der Kufi-Münzen in der Eremitage. Im Januar 1914 erhielt Vasmer den Rang eines Titularrats (9. Rangklasse). Im Oktober 1914 heiratete er die Deutsche Alide Pawlowna Nipp.

Unterschrift von Richard Vasmer, 2. April 1919

Während des Ersten Weltkrieges trat Vasmer im November 1914 in die St. Petersburger Nikolai-Ingenieurschule der Kaiserlich Russischen Armee ein. 1916 kam er zur rückwärtigen 1. Motorradwerkstatt. Nach der Oktoberrevolution und Demobilisierung im Frühjahr 1918 kehrte Vasmer in die Eremitage zurück und wurde im September 1918 Assistent und dann Kurator für orientalische Münzen. Im Dezember 1919 wurde er wissenschaftlicher Mitarbeiter und später Sekretär der Ständigen Kommission (später Sektion) für Numismatik und Glyptik der Staatlichen Akademie für Geschichte der materiellen Kulturgüter (jetzt Archäologisches Institut der Russischen Akademie der Wissenschaften). In der Kommission präsentierte er Hunderte von Berichten. Im Frühjahr 1920 übernahm er nach dem Tode des Oberkurators Alexei Markow dessen Amt. 1923 wurde er wissenschaftlicher Mitarbeiter der von Alexei Iljin geleiteten Kommission. Die Russische Archäologische Gesellschaft wählte ihn zum Sekretär ihrer numismatischen Abteilung. 1925 richtete er die erste Ausstellung der Münzen des Nahen, Mittleren und Fernen Ostens sowie der der europäischen Kolonien im Osten der UdSSR aus. 1930 wurde er Leiter der Abteilung für östliche Numismatik der Eremitage.

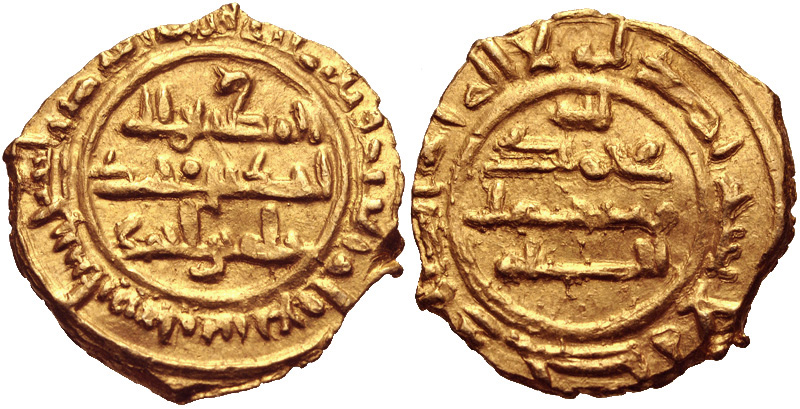
Münze des Saffariden-Emirs Ahmad ibn Muhammad

Ein zentraler Forschungsschwerpunkt Vasmers waren die Kufi-Münzen. Er entwickelte ein Standardverfahren zur Analyse kufischer Münzschätze. Die Genauigkeit seiner chronologischen Einordnungen wurde durch viele neue Funde bestätigt. Er untersuchte die Zirkulation des kufischen Dirhams in Osteuropa. Ein weiteres Forschungsthema war die Geldschöpfung der kleinen muslimischen Dynastien im 9.–11. Jahrhundert. 1927 erschien Vasmers Veröffentlichung über die transkaukasischen Janiden und 1928 die über die Sajiden. Er entdeckte und beschrieb die Dirham-Eigenprägungen der sieben Emire der Wolgabulgaren. Auch untersuchte er das Münzwesen der Goldenen Horde. Weitere Schwerpunkte waren die sassanidischen und baktrischen Münzen. Einige Aufsätze Vasmers wurden in Friedrich von Schrötters Wörterbuch der Münzkunde aufgenommen. Vasmer war auswärtiges Mitglied der Kungliga Vitterhets Historie och Antikvitets Akademien. Ein Schüler Vasmers war Alexander Bykow.

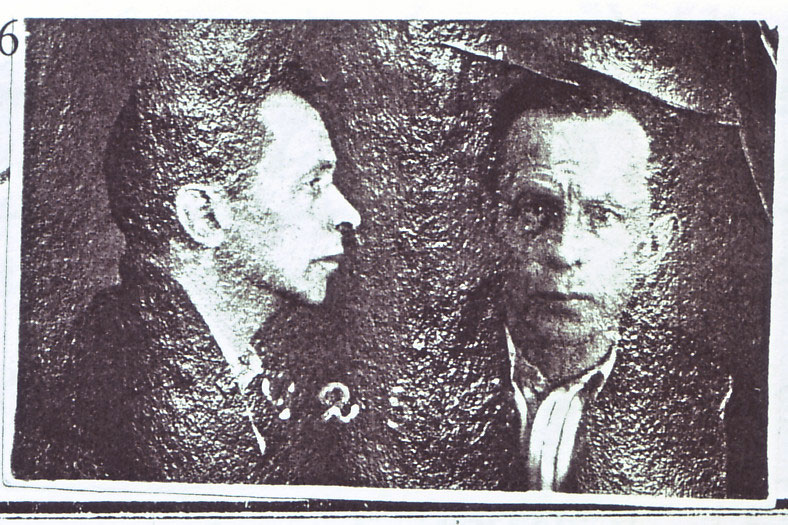
Richard Vasmer nach der Verhaftung

1934 (oder 1936?) wurde Vasmer als einer der Letzten von der Leningrader OGPU in der Affäre der russischen Nationalpartei (Slawisten-Affäre) verhaftet. Die Anklage stützte sich auf Artikel 58 des Strafgesetzbuches der RSFSR und auf seine Verbindung mit seinem Bruder Max Vasmer, der schon lange in Deutschland lebte, Auswärtiges Mitglied der Akademie der Wissenschaften der UdSSR war und fälschlicherweise als Nationalsozialist bezeichnet wurde. Vasmer hatte über Wladimir Wernadski, der Max Vasmer in Deutschland besuchte, Geld zukommen lassen. Ab 1929 besuchte Vasmer zwei Jahre lang wiederholt Wernadski und erhielt alle zwei Monaten 100 Rubel, nachdem Max Vasmer Geld an Wernadskis Tochter in Prag geschickt hatte. 1932 hatte eine Angehörige der deutschen Botschaft, die Max Vasmers Vorlesung gehört hatte, Vasmers Wohnung besucht und Hilfe bei der Übersiedlung der Familie Vasmer nach Deutschland angeboten. 1933 hatte Vasmer den Pfarrer der evangelisch-lutherischen Sankt-Petri-Kirche in Leningrad um einen Ariernachweis für seinen Bruder gebeten, den er dann seinem Bruder mit dem Vermerk nicht in der Sowjetunion zu verwenden schickte. Vasmer wurde zum Führer der Zelle Nr. 8 der Russischen Nationalpartei erklärt, der Iwan Spasski, Nikolai Bauer, Alexander Sograf, Georgi Juljewitsch Walter, Alexander Awtonomow und Emil Iwanowitsch Lindros angehören sollten. In dieser Zeit wurde eine Ausstellung in Charkow mit alten Waffen vorbereitet, auch mit Waffen aus der Eremitage, die als Waffen bei Terroranschlägen hätten benutzt werden sollen. Awtonomow und Lindros waren Waffensammler und an den Vorbereitungen beteiligt. Spasski arbeitete zwar in Charkow, hatte aber mit der Ausstellung nichts zu tun. Vasmer bestätigte seine Schuld. Verhaftet wurde auch Vasmers Schwägerin Maria Pawlowna Nipp, die in der Wohnung ihres Bruders lebte, von ihm deutsche Zeitungen erhielt und sie für Zuhörer übersetzte. Sie wurde zu drei Jahren Verbannung in Baschkirien verurteilt, lebte zum Schluss in Luga und wurde 1956 rehabilitiert. Vasmer selbst wurde zu 10 Jahren Strafarbeitslagerhaft verurteilt. Er kam zunächst in das Bamlag (Baikal-Amur-Lager) und dann in ein Lager in Taschkent, wo er in der Kanzlei der Verwaltung der zentralasiatischen Arbeitslager arbeitete. 1935 bat Vasmers Frau Alide Pawlowna, die als Buchhalterin in der Leningrader Wolodarski-Nähfabrik arbeitete, in einem Brief an Wernadski, sich dafür einzusetzen, dass Vasmer nicht für Büroarbeit, sondern zur Arbeit als Numismatik-Spezialist in Museen in und bei Taschkent eingesetzt würde, in denen sich Kisten mit unkatalogisierten Münzen befänden. Darauf schrieb Wernadski einen entsprechenden Brief an Ignati Kratschkowski. Vasmer starb an einer Lungenentzündung. Die Rehabilitierung erfolgte 1956.
Max Vasmer widmete sein Russisches etymologisches Wörterbuch seinem Vater und seinem Bruder. In der russischen Übersetzung (1959–1961) fehlte die Widmung. Die Numismatik-Abteilung der Eremitage feierte den 125. Geburtstag Vasmers mit einer Vortragsveranstaltung zu Vasmers numismatischen Forschungen. Im Rahmen des Projekts Letzte Adresse wurde 2017 im Hof des Eremitage-Theaters an dem Haus, in dem Vasmer zuletzt wohnte, eine Plakette angebracht.